# Лейк-Фримонт (тауншип, Миннесота)
Лейк-Фримонт (англ. Lake Fremont) — тауншип в округе Мартин, Миннесота, США. На 2000 год его население составило 175 человек.

## География
По данным Бюро переписи населения США площадь тауншипа составляет 93,2 км², из которых 93,2 км² занимает суша, водоёмов нет.

## Демография
По данным переписи населения 2000 года здесь находились 175 человек, 72 домохозяйства и 52 семьи. Плотность населения —  1,9 чел./км². На территории тауншипа расположено 83 постройки со средней плотностью 0,9 построек на один квадратный километр. Расовый состав населения: 98,29 % белых и 1,71 % азиатов.
Из 72 домохозяйств в 23,6 % воспитывались дети до 18 лет, в 68,1 % проживали супружеские пары, в 2,8 % проживали незамужние женщины и в 26,4 % домохозяйств проживали несемейные люди. 23,6 % домохозяйств состояли из одного человека, при том 8,3 % из — одиноких пожилых людей старше 65 лет. Средний размер домохозяйства — 2,43, а семьи — 2,87 человека.
19,4 % населения — младше 18 лет, 8,6 % — в возрасте от 18 до 24 лет, 20,0 % — от 25 до 44, 37,1 % — от 45 до 64, и 14,9 % — старше 65 лет. Средний возраст — 46 лет. На каждые 100 женщин приходилось 113,4 мужчин. На каждые 100 женщин старше 18 приходилось 107,4 мужчин.
Средний годовой доход домохозяйства составлял 35 938 долларов, а средний годовой доход семьи —  38 438 долларов. Средний доход мужчин —  29 375  долларов, в то время как у женщин — 14 167. Доход на душу населения составил 20 036 долларов. За чертой бедности не находилась ни одна семья и 1,5 % всего населения тауншипа.